# Antonella Bellutti
Antonella Bellutti (nascida em 7 de novembro de 1968) é uma ex-ciclista italiana e duas vezes campeã olímpica em ciclismo de pista.
Ela venceu e recebeu a medalha de ouro na prova de perseguição nos Jogos Olímpicos de 1996, em Atlanta e na corrida por pontos nos Jogos Olímpicos de 2000, em Sydney.

## Biografia
Nascida em Bolzano, no Tirou do Sul, ela agora reside em Rovereto, no Trento.
Bellutti ganhou a medalha de prata em perseguição no Campeonato Mundial de Ciclismo em Pista de 1995 (UCI), em Bogotá, na Colômbia. No ano seguinte, ganhou uma medalha de bronze na mesma prova.
De 1995 a 2000, ela competiu em eventos da Copa do Mundo de Ciclismo em Pista (UCI), alcançando 3 melhores colocações na perseguição, corrida por pontos e 500 m contrarrelógio.
Ela também competiu em corridas de estrada.
Bellutti terminou em sétimo nas Olimpíadas de Inverno de Salt Lake City em bobsleigh com a ex-atleta de luge e campeã mundial Gerda Weissensteiner.